# 魯本·加西亞
魯本·加西亞·卡爾馬切（西班牙語：Rubén Gracia Calmache，1981年8月3日—），通常稱為卡尼（Cani），西班牙職業足球運動員。曾效力西甲球隊拉科鲁尼亚、皇家薩拉戈薩、比利亞雷阿爾。
他的職業生涯大多在薩拉戈薩以及比利亞雷阿爾這兩隊西班牙俱樂部渡過，總共為兩隊合共上場超過300場西甲聯賽以及奪得兩大國內錦標。
2016年7月6日，與皇家薩拉戈薩簽下2年合約，但在一年後36歲時宣佈退役。

## 球會生涯

### 薩拉戈薩
卡尼出生於薩拉戈薩，並在他的家鄉球會皇家薩拉戈薩出道。他在經過租借至西班牙足球丙級聯賽球隊烏特沃一季後便返回當時處於西班牙足球乙二级联赛的皇家薩拉戈薩B隊，自此卡尼開始為人注意。他早在租借前的一個西甲球季的最後一輪主場1:1迫和巴塞罗那的比賽中為早已篤定降級的球會首次上陣30分鐘。
卡尼在2002年至2003年西班牙足球乙級聯賽上陣24場並射入5球，幫助這支阿拉貢俱樂部獲得該季西乙的第二名，繼而得以升上來季的西甲聯賽。在2003年3月23日主場2:0擊敗皇家奧維耶多的賽事中，卡尼又成為俱樂部的一個重要的中場成員。在2003-04球季，卡尼幫助薩拉戈薩奪得該季西班牙國王盃的冠軍，雖然他在決賽的比賽中被罰離場，但球隊仍在加時賽以3:2擊敗當時如日中天的皇家馬德里。

### 比利亞雷阿爾
在2005-06賽季，卡尼成為西甲其中一名最佳助攻球員，在該賽季完結後，他以1,100萬歐元加盟有「黃色潛艇」（El submarino amarillo）稱號的比利亞雷阿爾。 他雖然在2007-08賽季沒有取後任何進球，但仍然上陣32次並協助俱樂部歷史性地以第二名完成賽季。
卡尼在2008-09賽季經過一個搖晃的開局，當中包括主教練曼努埃尔·佩莱格里尼因為卡尼的健康問題而經常不能派其上陣。但卡尼仍然表現出色，在最後九場的聯賽中上陣並打入5球，當中包括3球關鍵進球:皇家馬德里 (3–2), 巴倫西亞 (3–1) 以及皇家馬略卡 (3–2)，在最終協助比利亞雷阿爾以第五名完成該賽季，在智利籍主教練離開俱樂部前往有稱號「美凌格」(Merengues,)的皇家馬德里執教後，卡尼再次成為隊中的必然正選。
在罗贝尔·皮雷斯離開俱樂部後，卡尼在2010-11賽季再為比利亞雷阿爾造就了一個無可爭議的開局。2011年1月9日作客皇家馬德里的比賽中，當對方球員基斯坦奴·朗拿度射入領先的一球令銀河鑑隊以3:2領先比利亞雷阿爾後，皇馬主教練何塞·穆里尼奥繼而慶祝他的帽子戲法期間，坐在替補席上的卡尼向他拋擲水樽，及後立刻被球證趕離出場。 但他被禁賽一場的決定在後來被取消，導致他可以在下一場國王盃的比賽中上場，協助俱樂部在主場以3:3戰平塞維利亞，在接下來主場對陣奥萨苏纳的西甲聯賽，卡尼打入一記超過50碼的遠射，協助俱樂部以4:2擊敗對手。 這支巴倫西亞俱樂部最終在聯賽以第四名完成賽季;而卡尼在該賽季的欧足联欧洲联赛中打進三球，包括在準決賽中打進一球。但俱樂部最終在總比分仍以4:7不敵波爾圖而無緣該賽季的決賽。

### 馬德里競技
2015年1月7日，卡尼在通過體測後以租借形式加盟馬德里競技直至本賽季完結。他在三星期後為俱樂部首次登場，在西班牙國王盃半準決賽次回合對陣巴塞罗那的比賽中在下半場63分鐘以後備身份入替阿尔达·图兰，但馬競最終在主場以2:3不敵對手，兩回合計以2:4被淘汰出局。

### 拉科魯尼亞
On 23 July 2015 Cani rescinded his contract with Villarreal, and signed a one-year deal with Deportivo de La Coruña the following day.

## 榮譽
薩拉戈薩
- 西班牙國王盃: 2003–04冠軍;2005–06亞軍
- 西班牙超級盃: 2004冠軍

## 外部連結
- 維拉利爾官方檔案 （西班牙文）
- BDFutbol檔案 （页面存档备份，存于） （英文）
- Soccerway檔案 （页面存档备份，存于） （英文）